# Mare de Déu de la Bona Sort
Mare de Déu de la Bona Sort és una església romànica de Prats de Lluçanès (Osona) inclosa a l'Inventari del Patrimoni Arquitectònic de Catalunya.

## Descripció
Església de tradició romànica de planta rectangular amb capelles laterals a mode de creuer i volta de canó. Està coberta a dues aigües amb teula àrab. Als peus hi ha l'entrada, un portal rectangular orientat a ponent. Damunt hi ha un campanar d'espadanya i adossats als laterals, uns petits edificis.

## Història
Aquesta església es trobava dins de l'antic terme de Lluçà, al lloc anomenat els Prats. Apareix l'any 968 en el testament de Frugió, muller de Langovard, quan manà que tot el que tenia a Prats es donés a Sant Vicenç. Va ser església parroquial fins que l'any 1435 es va unir com a sufragània a la parròquia de Santa Eulàlia de Pardines. L'increment de la població del segle XVII motivà que l'any 1649 fossin restaurades les funcions parroquials però això es feu en un nou temple construït al centre del nou nucli.
La veneració d'una imatge de la Mare de Déu, coneguda inicialment com de les Dones i després de la Bona Sort, va fer que l'església l'agafés com a nou titular.
L'edifici fou restaurat l'any 1555 pel rector Valentí Serra. Durant la guerra carlina del 1835-1840 l'església fou habilitada com a hospital de campament i el seu campanar fou aterrat pel carlí Benet Tristany.